# Max Brod

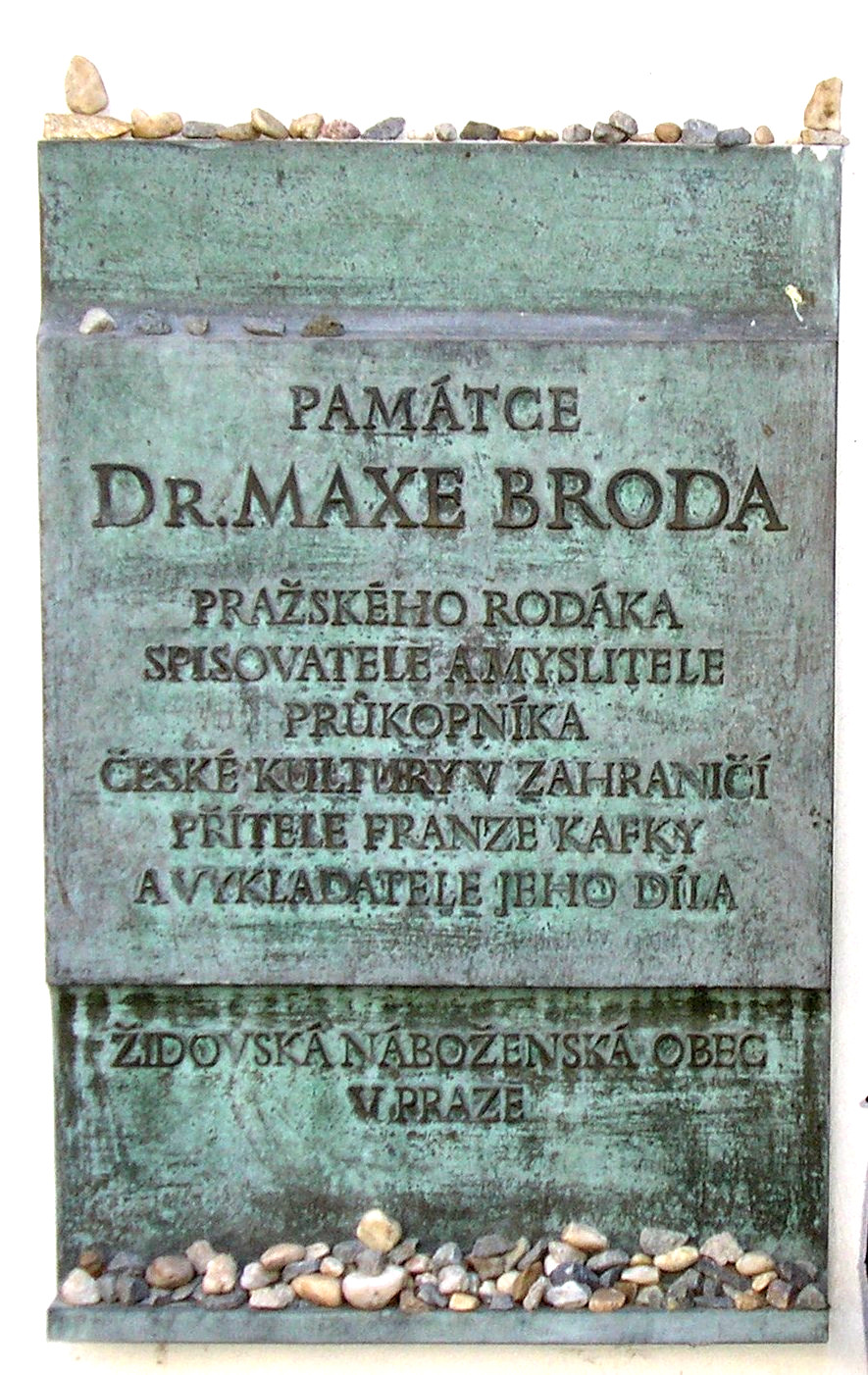
Gedenksteen voor Brod naast het graf van Franz Kafka, in Praag

Max Brod (Hebreeuws: מקס ברוד) (Praag, 27 mei 1884 - Tel Aviv, 20 december 1968) was een Duitstalig Tsjechisch schrijver, publicist, muziek- en theatercriticus, vertaler en componist. Van joodse afkomst zijnde, was hij dankzij Martin Buber zionist geworden en vestigde hij zich later in Israël .
Zijn romans hebben vaak een autobiografische en joodse achtergrond. Tussen 1933 en 1940 verschenen van hem bij de exil-uitgeverij Allert de Lange in Amsterdam zes boeken. Brod is vooral bekend geworden als de vriend en biograaf van de eveneens Tsjechisch-Duitse schrijver Franz Kafka. Ook was hij sterk bevriend met Alice Herz-Sommer (1903–2014), bekend van het boek "De pianiste van Theresienstadt" (A Century of Wisdom). Max Brod schreef lovende recensies over de eerste pianoconcerten van Alice.
In 1939 emigreerde hij vanuit Tsjechië naar het toenmalige Britse mandaatgebied Palestina. Daar werkte hij verder als schrijver, publicist, dramaturg en journalist.
In de muur tegenover Kafka's graf, op de Nieuwe Joodse Begraafplaats, is een herdenkingsplaat aangebracht ter nagedachtenis van Brod.